# City Hall Park
City Hall Park (literalmente, Parque del Ayuntamiento) es un parque público que rodea el Ayuntamiento de Nueva York en el Civic Center de Manhattan. Desde 1653 hasta 1699 esta zona eran unos terrenos comunales para pasto del ganado.

## Historia

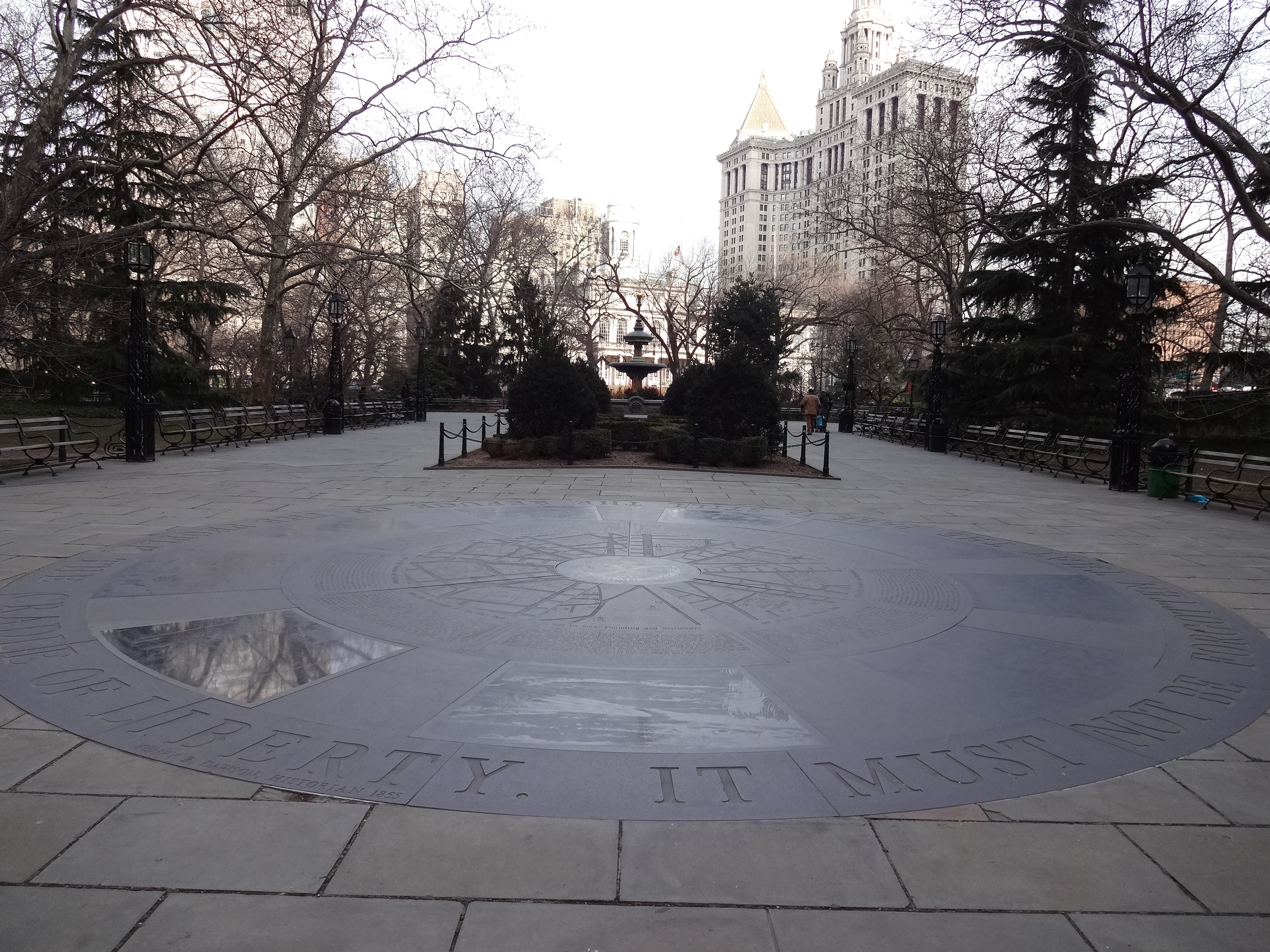
El City Hall Park.

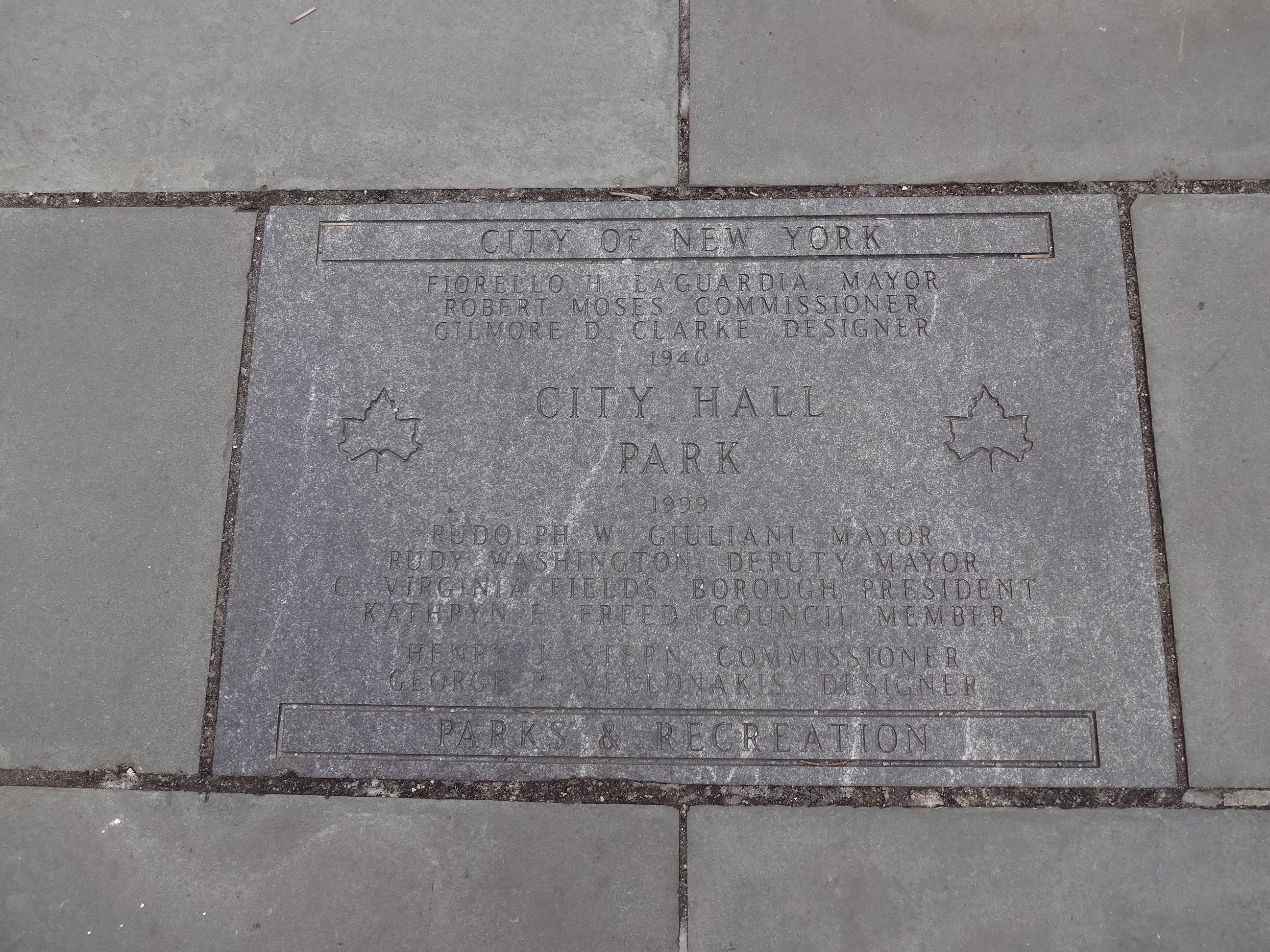
Placa en el City Hall Park.

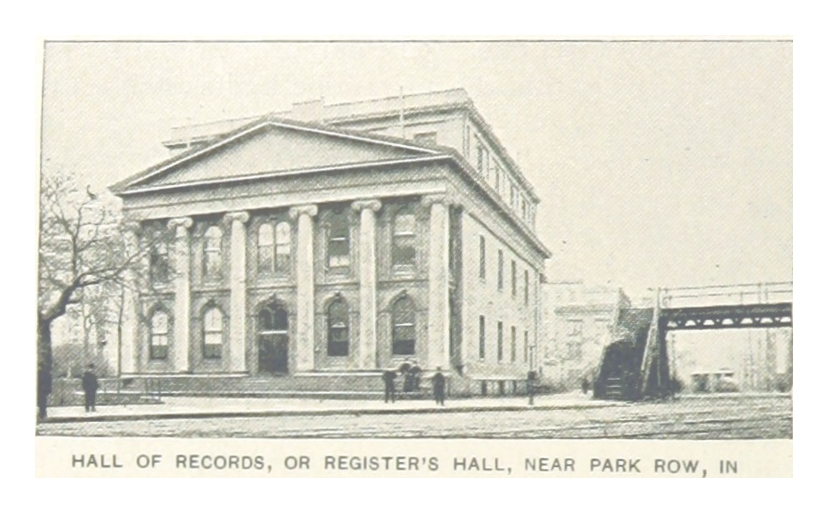
La sala de registros en 1893.

### SigloXVIII
Durante la época previa a la Guerra de la Independencia, el City Hall Park fue el lugar de realización de muchos mítines y manifestaciones. Por ejemplo, en 1765 los neoyorquinos protestaron aquí contra la Ley del Sello de 1765. El 18 de marzo de 1766, los neoyorquinos también celebraron en la zona la derogación de la Ley del Sello.
En 1766, los Hijos de la Libertad erigieron el primer «poste de la libertad», una barra conmemorativa coronada por un gorro frigio con la palabra liberty («libertad»), frente a los cuarteles de los soldados británicos que se encontraban en la zona. Los soldados lo arrancaron, y fue sustituido cinco veces. Actualmente hay una réplica que data de 1921 cerca de su ubicación original entre el Ayuntamiento y Broadway.
En 1766 se completó la construcción de la capilla de san Pablo, una capilla de la iglesia de la Trinidad de Lower Manhattan. Se encontraba en un campo abierto, a cierta distancia al norte de la creciente ciudad portuaria, y fue construida para los feligreses que vivían lejos de la iglesia parroquial. Dos años más tarde, empezó la construcción de la nueva cárcel Bridewell, donde serían apresados prisioneros de guerra americanos durante la ocupación británica de Nueva York en la Guerra de la Independencia.
El 9 de julio de 1776, una multitud se reunió en la zona para oír la lectura de la Declaración de Independencia por George Washington. El 9 de noviembre de 1783, las fuerzas americanas recapturaron el Civic Center y George Washington izó la bandera en el parque. Seis años más tarde, el general Washington fue nombrado presidente de los Estados Unidos, e inmediatamente después de su investidura, fue a la capilla de san Pablo, la iglesia más antigua que se conservaba en Manhattan.

### SigloXIX
En 1802, debido a que el ayuntamiento original de Nueva York se estaba quedando obsoleto y no podía alojar al creciente gobierno municipal, la administración de la ciudad decidió convocar un concurso de arquitectura para escoger el diseño del nuevo ayuntamiento. Aaron Burr prometió a Benjamin Henry Latrobe de Filadelfia que ganaría. Sin embargo, tras perder, Latrobe criticó amargamente a los ganadores, el «albañil» John McComb  Jr. y el exiliado francés Joseph-François Mangin y su «vil invento». En realidad, tanto McComb como Mangin eran arquitectos reconocidos, y su diseño, principalmente de Mangin, era mejor que el de Latrobe, pero el ayuntamiento fue su única colaboración, y fue breve. El ayuntamiento escogió solo a McComb para supervisar la construcción del edificio, y la carrera de Mangin nunca se recuperó. Décadas más tarde, un descendiente de McComb eliminó el nombre de Mangin de los planos originales, y Mangin no fue reconocido oficialmente como el diseñador principal del ayuntamiento hasta 2003. El edificio fue completado en 1812; estaba diseñado en estilo federal con influencias francesas. Algunos críticos se quejaron de que el nuevo ayuntamiento estaba demasiado lejos, hacia el norte, del corazón de la ciudad, pero otros apreciaron su ubicación y el hermoso paisaje que rodeaba el edificio.
A finales de la década de 1810, la identidad cultural de Nueva York estaba creciendo, y en 1818, se construyó en el City Hall Park The Rotunda, el primer museo de arte de Nueva York.
La eslavitud fue abolida en Nueva York el 4 de julio de 1827, el Día de la Emancipación, provocando una celebración de dos días en el parque y un desfile.
En 1830, la antigua prisión New Gaol fue transformada en la sala de registros de la ciudad. Cuando el edificio fue derribado en 1903, era el edificio municipal más antiguo de Nueva York.
La espléndida arquitectura y la boyante economía de Nueva York atrajeron a turistas, y en 1836 se construyó el primer hotel de lujo de Nueva York. Isaiah Rogers, que había construido el primer hotel de lujo de los Estados Unidos, diseñó el Park Hotel, de seis plantas, que era conocido comúnmente como Astor House.
En 1842, se colocó la Fuente Croton en el centro del City Hall Park para celebrar la finalización del Acueducto de Croton, el primer suministro confiable de agua pura de la ciudad. El acueducto transportaba agua desde la presa de Croton, más de 64 km al norte de la ciudad, y fue considerado una de los grandes hazañas de la ingeniería del siglo xix.
En 1861 empezó la construcción del Antiguo Palacio de Justicia del Condado de Nueva York al norte del parque. El edificio era considerado un símbolo de la corrupción porque fue construido usando fondos proporcionados por el corrupto William M. Tweed, conocido por ser el «jefe» de Tammany Hall, la máquina política del Partido Demócrata que controlaba los gobiernos de la ciudad y del estado en la época. Fue completado en 1881, veinte años después de que empezara su construcción.